# HD 181433
HD 181433 is een ster in het sterrenbeeld Pauw (Pavo). De ster is een oranje dwerg en heeft drie bevestigde exoplaneten. De ster is net iets kleiner dan de Zon en ligt op een afstand van 88,03 lichtjaar. 

## Planetenstelsel
Het planetenstelsel van de ster werd ontdekt in 2008. De exoplaneet HD 181433 b is een superaarde. HD 181433 c en d worden geclassificeerd als gasreuzen.
| Planeet | Massa      | Halve lange as (AE) | Omlooptijd (dagen) | Excentriciteit | Straal |
| ------- | ---------- | ------------------- | ------------------ | -------------- | ------ |
| b       | ≥0,0238 MJ | 0,080               | 9,37               | 0,396 ± 0,062  | —      |
| c       | ≥0,64 MJ   | 1,76                | 962                | 0,28 ± 0,02    | —      |
| d       | ≥0,54 MJ   | 3,00                | 2172               | 0,48 ± 0,05    | —      |